# کیت رید
کیت رید (انگلیسی: Kate Reid؛ ۴ نوامبر ۱۹۳۰ – ۲۷ مارس ۱۹۹۳) هنرپیشه اهل کانادا بود. وی بین سال‌های ۱۹۵۳ تا ۱۹۹۳ میلادی فعالیت می‌کرد. از فیلم‌هایی که وی در آن نقش داشته است می‌توان به شهر آتلانتیک، رقص قلبهای مهربان، فریب‌خورده، نشانه‌های زندگی و جاذبه آندرومدا اشاره کرد.